# أكي هولمبرغ
أكي هولمبرغ (بالسويدية: Åke Holmberg)‏ هو كاتب ورسام كارتون ومترجم سويدي، ولد في 31 مايو 1907 في Klara Church Parish ‏ في السويد، وتوفي في 9 سبتمبر 1991 في أبرشية ماريا ماغدلينا ‏ في السويد.

## وصلات خارجية
- أكي هولمبرغ على موقع IMDb (الإنجليزية)
- أكي هولمبرغ على موقع الموسوعة البريطانية (الإنجليزية)
- أكي هولمبرغ على موقع قاعدة بيانات الفيلم (الإنجليزية)